# Béatrice Lienemann
Béatrice Lienemann (* 1980 in Heidelberg) ist eine deutsche Philosophin.

## Leben
Sie studierte Philosophie und Politikwissenschaft in Heidelberg und am Institut d’Études Politiques in Paris. 2009 wurde sie an der Universität Hamburg promoviert und 2016 habilitierte sie sich an der Goethe-Universität. Von 2018 bis 2023 war sie Professorin für Theoretische Philosophie an der Friedrich-Alexander-Universität Erlangen-Nürnberg. Seit 2023 ist sie Professorin für antike Philosophie in Freiburg im Üechtland.
Ihre Forschungsschwerpunkte sind theoretische Philosophie: Metaphysik/Ontologie, Sprachphilosophie; praktische Philosophie: Moralpsychologie und Handlungstheorie (Tugendethik), Willensfreiheit und Determinismus (Kompatibilismus-Debatte), politische Philosophie und Geschichte der Philosophie: Platon (insb. Ideenhypothese und Ideenkritik; Kommentarprojekt zum „Sophistes“), Aristoteles (insb. Ethik, Anthropologie, Philosophie des Geistes/Moralpsychologie) und Frege.